# 旧堀切邸

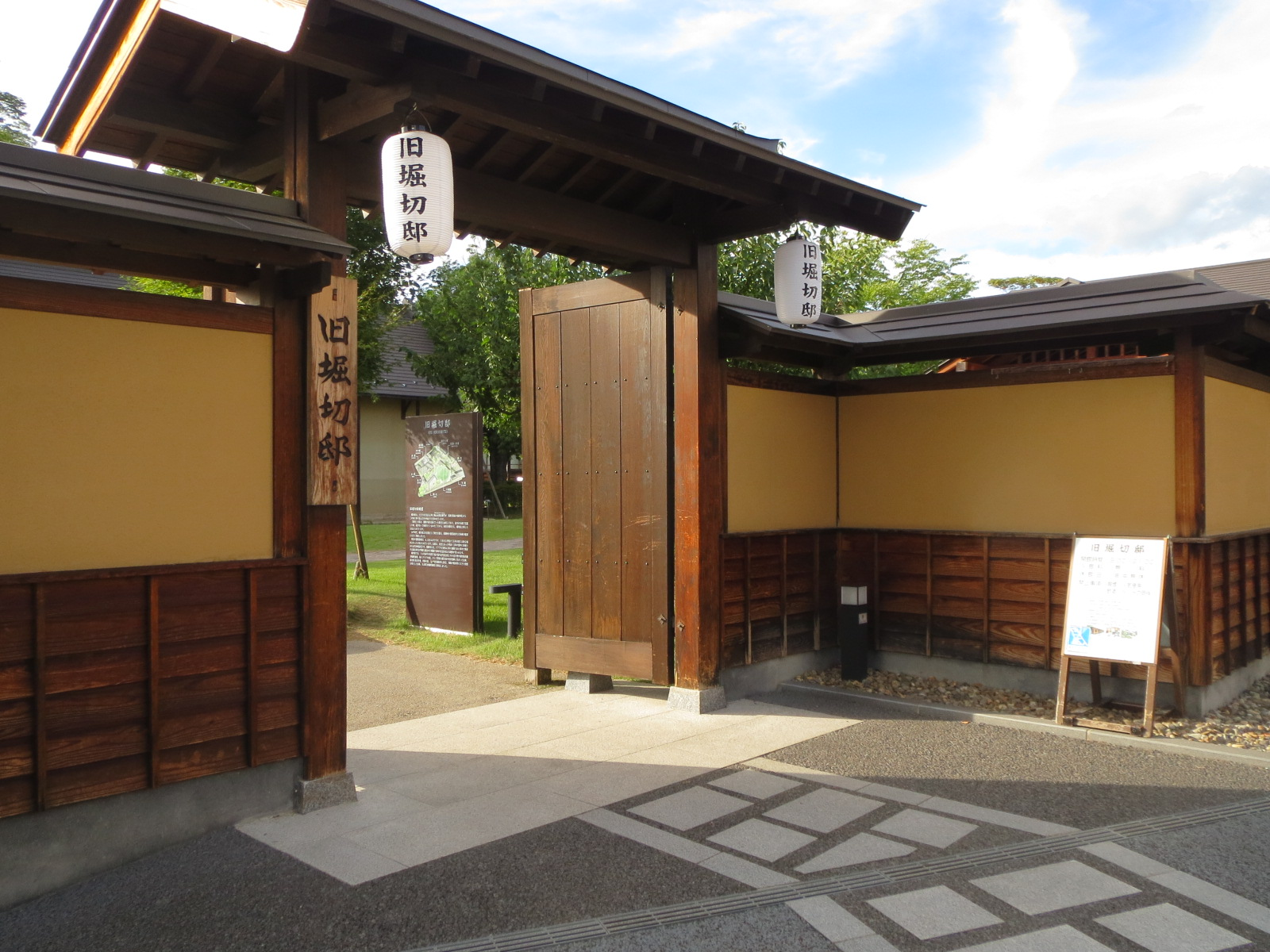
旧堀切邸正門

旧堀切邸（きゅうほりきりてい）は、福島県福島市飯坂町にある邸宅である。現在は福島市により管理され一般に開放されている。

## 概要
江戸時代の豪農・豪商である堀切家の邸宅として建築され、2010年（平成22年）5月に一部補修、新築の上で地域の観光拠点として、また文化伝承の場として整備が行われオープンした。敷地面積は約1,230坪で、1880年（明治13年）の火災以前は現在の約2倍の敷地面積であったとされる。敷地内には近代建築和風住宅の主屋や県内最古、最大の土蔵とされる十間蔵など多数の歴史的建築物が存在し、また飯坂温泉の源泉かけ流しの足湯も整備され、温泉街の憩いの場としての側面もある。

## 施設

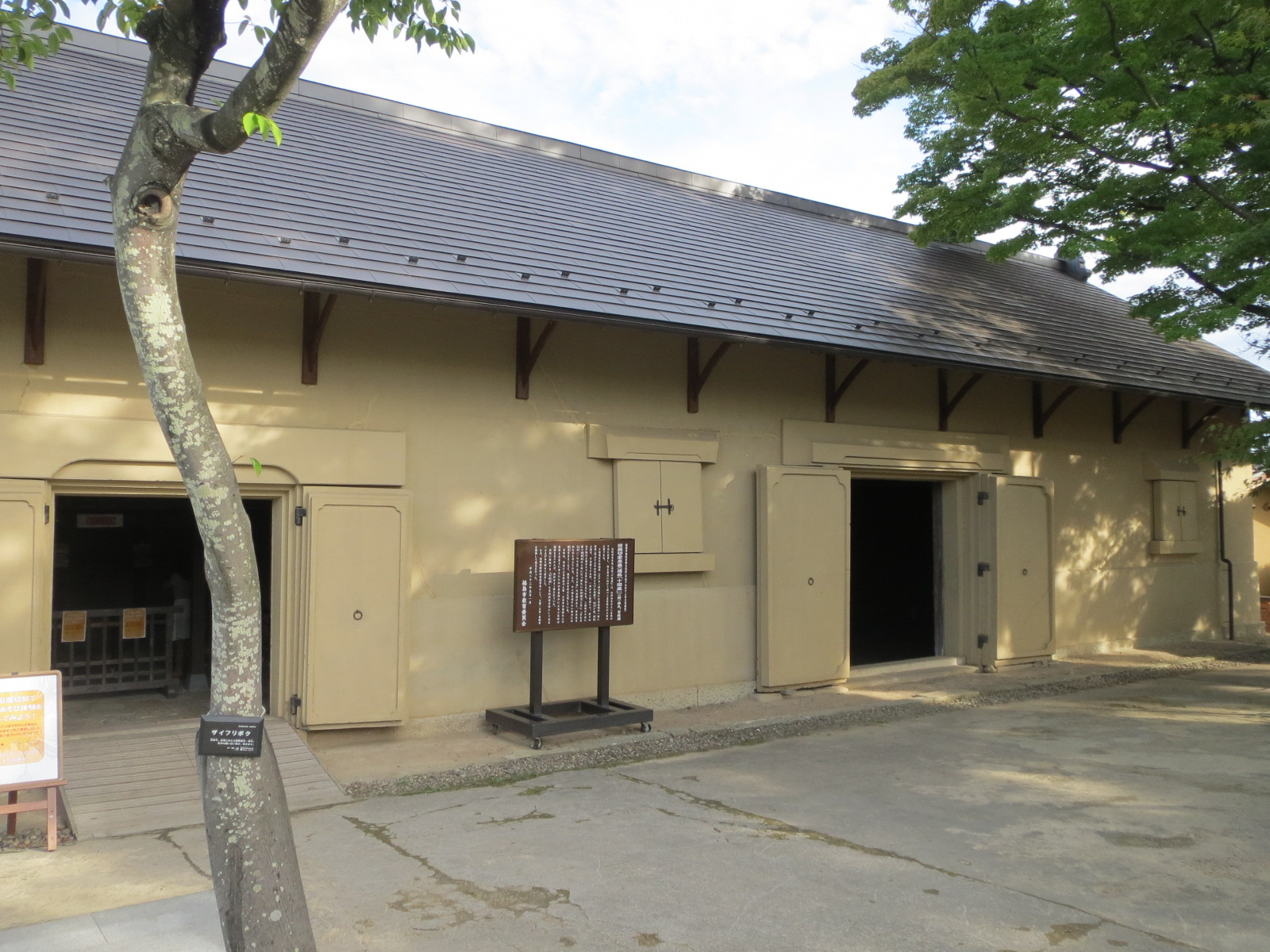
旧堀切邸十間蔵

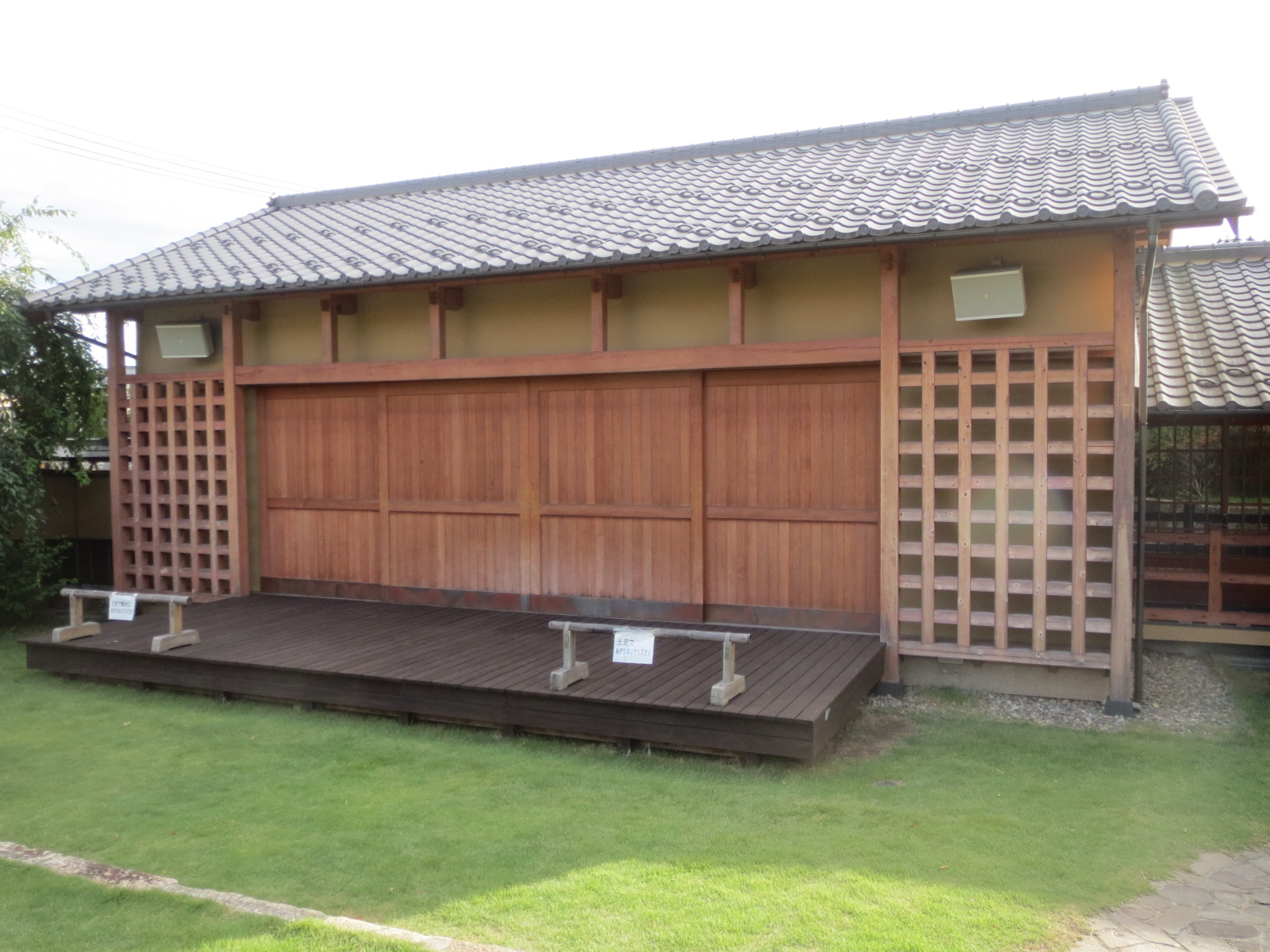
旧堀切邸下蔵

- 主屋 - 1881年（明治14年）築造の建坪84坪の近代和風住宅。1880年（明治13年）に火災で消失したために応急的に普請された建物だが、屋根は宮城県石巻産の天然石のスレート葺きとなっている。部屋数は9部屋で、一部は3つの研修室と調理実習室としてレンタルが可能である。
  - 新蔵 - 主屋に併設されている蔵の一つであり、1887年（明治20年）頃に建築されたと見られている。主屋の再建後に建てられたために新蔵と呼ばれており、着物の収納のために使われていた。
  - 中の蔵 - 主屋に併設されている蔵の一つであり、1880年の火災以前から建つ建物である。堀切家が庄屋だった頃から使われている座敷蔵で、一回中央には耐火金庫が設置されている。二階は書庫として用いられていたが、一般開放はされていない。内部は資料館となっており、商家時代の大福帳や褒章札の写真、1800年（寛政12年）に藩主である松平定信（当地は当時白河藩領上飯坂村だった）が視察のために当宅に滞在した際に名付け揮毫した茶屋、詠帰亭の扁額のレプリカなどが展示されている。
  - 道具蔵 - 主屋に併設されている蔵の一つであり、中の倉と同様に火災以前から建つ建物である。当時は什器や布団類の収納に使われていた。現在は14代当主良平と15代当主善兵衛についての展示が行われている。
- 十間蔵 - 1775年（安永4年）に建立された土蔵である。長手方向（桁行）が10間あることからこう呼ばれている。年代が判明しているものとしては福島県内で最古の蔵であり、また最大のものであることから2007年（平成19年）に福島市有形文化財に登録された。当時は米蔵として、時には酒蔵として使われていた。
- 下蔵 - かつて物置として使われていた土蔵の跡地に2010年に新たに建設された。イベントなどで市民利用が可能で、ステージがついていることから会議などだけでなく演奏会やライブイベントも開かれる。
- 足湯・手湯 - 飯坂温泉各地に点在する源泉を利用したかけ流し式の足湯であり、バリアフリー対応である。湯口温度は約50℃、足湯浴槽温度は約40℃である。
- 詠帰亭 - 2010年のオープン時に整備された離れであり、観光案内スペースが設置されている。タオルや下駄の無料貸し出しサービスも行われている。松平定信によって名付けられたかつての離れの茶室の名称から詠帰亭と名付けられた。

## アクセス
- 福島交通飯坂線飯坂温泉駅より徒歩6分（経路案内）
- 東北自動車道福島飯坂インターチェンジより自動車で約10分
- 旧飯坂支所駐車場（徒歩3分、無料、公衆浴場 鯖湖湯共用）、若葉町駐車場（徒歩3分、無料、公衆浴場 波来湯共用）